# Canarana exotica
Canarana exotica är en skalbaggsart som beskrevs av Maria Helena M. Galileo och Martins 2001. Canarana exotica ingår i släktet Canarana och familjen långhorningar. Inga underarter finns listade.